# As Melhores Coisas do Mundo
As Melhores Coisas do Mundo é um filme brasileiro de drama lançado em 16 de abril de 2010, dirigido por Laís Bodanzky e com roteiro de Luiz Bolognesi. Produzido pela Gullane e distribuído pela Warner Bros., foi inspirado na série de livros Mano, escrita por Gilberto Dimenstein e Heloísa Prieto. Nas bilheterias nacionais do ano o filme ficou na nona posição, com 296.739 espectadores.
O filme ganhou oito Calungas no Festival do Recife, sendo o filme mais premiado do festival. O filme foi gravado em Abril de 2009 na cidade de São Paulo. Trata dos assuntos e problemas vividos entre os jovens atuais, como o bullying, violência, a primeira vez (sexo), etc.

## Sinopse
O filme se passa num colégio de classe média em São Paulo, e narra o período de um mês da vida de "Mano", um jovem que vive os altos e baixos da adolescência como conflitos familiares e "a primeira vez". Sofrendo crises da adolescência aos 15 anos.

## Elenco
- Francisco Miguez como Mano
- Caio Blat como Artur
- Paulo Vilhena como Marcelo
- Fiuk como Pedro
- Gustavo Machado como Gustavo
- Zé Carlos Machado como Horácio
- Juliana Dantas
- Maria Eugênia Cortez como Bruna
- Denise Fraga - Camila
- Lilian Blanc como Diretora do Colégio
- Ananda Carvalhosa
- Gabriela Rocha como Carol
- Luccas Perazzio como Juninho
- Anna Sophia Gryschek como Valéria
- Gabriel Illanes
- Júlia Barros
- Caio Fernandes

## Recepção
Marcelo Forlani em sua crítica para o Omelete, destacou: "Uma das grandes críticas sobre os filmes brasileiros é a temática, que sempre recai sobre o árido nordeste ou a miséria e violência que vêm das periferias. Neste ponto, a cineasta Laís Bodanzky (...) já se destaca."

## Prêmios
- 2011 - Melhor filme - VIII Festival Internacional de Cine para la Infancia y la Juventud (FICI 2011), em Madri.[7]
- 2011 - Melhor Ator Coadjuvante - Caio Blat - Grande Prêmio do Cinema Brasileiro

## Indicações
- 2011 - Melhor Filme, Melhor Diretor (Laís Bodanzky), Melhor Atriz Coadjuvante (Denisa Fraga), Melhor Roteiro Original (Luiz Bolognesi), Melhor Direção de Arte, Melhor Montagem, Melhor Som e Melhor Trilha Sonora - Grande Prêmio do Cinema Brasileiro